# Laphria chappuisiana
Laphria chappuisiana är en tvåvingeart som först beskrevs av Günther Enderlein 1914.  Laphria chappuisiana ingår i släktet Laphria och familjen rovflugor. Inga underarter finns listade i Catalogue of Life.